# جونگ دو جون
جونگ دو جون (به کره‌ای: 정도전, هانجا: 鄭道傳)، متولد سال ۱۳۴۲ که با نام اختصاری «سامبونگ» نیز شناخته می‌شود؛ ادیب و سیاستمداری کره‌ای در اواخر سلسلهٔ گوریو و اوایل سلسلهٔ چوسان بود که به عنوان اولین نخست‌وزیر یا اولین رئیس شورای عالی سلسلهٔ چوسان از سال ۱۳۹۲ تا ۱۳۹۸ خدمت کرد. جونگ دو جون حامی و مشاور امپراتور تائجو مؤسس سلسلهٔ چوسان و معمار اصلی سیاست‌های سلسلهٔ چوسان بود که آن را به صورت سازمانی و ایدئولوژیکی بنا نهاد و با قانونی کردن چهار چوب‌های سیاست‌های کشور باعث شد حکومت چوسان بتواند به مدت پانصد سال بر کشور حکومت کند.

## زندگی‌نامه
جونگ دو جون در منطقهٔ یئونگ جو در خانواده‌ای اشرافی به دنیا آمد. خاندان وی تا چهار نسل پیش جزو افراد عادی جامعه بودند و آهسته آهسته توانستند نردبان پست‌های دولتی را بپیمایند. سامبونگ بزرگترین پسر یئونگ یونگ بود پدر وی یک مأمور حکومتی درستکار و پاکدامن در منطقه بانگ هوا بود. پدر وی اولین کسی در خاندانش بود که توانست یک پست مرتبه بالای دولتی را بگیرد. مادر او یک برده بود که همین امر دست‌یابی وی به یک مقام سیاسی را دشوار کرد. زمانی که پدرش فوت کرد؛ وی هنوز یک پسر جوان بود و با وجود مقام بالای پدرش خانوادهٔ وی در فقر به سر می‌بردند و او تقریباً برای خانواده‌اش هیچ ارثی به جا نگذاشت. این تجربه دوران کودکی‌اش تأثیر زیادی بر افکار او داشته‌است. علی‌رغم تمام مشکلات او همراه با اندیشمندانی مانند جونگ مونگ جو و به وسیله استادی به نام موک یون یی سیک آموزش دید و هم چنین دانشجوی استادی به نام یی جه هیون شد و هوش نافذ وی شروع به تأثیر گذاری بر سیاست‌های کره کرد. او در برابر امپراتور گنگ مین که به دلیل فوت همسرش از اداره امور کشور دست کشیده و قصد ساخت یک معبد را برای همسر از دست رفته‌اش داشت ایستاد، چرا که این رفتار امپراتور باعث نابسامان شدن اوضاع شده بود و به مردم فشار وارد می‌شد. او با ایستادگی در برابر امپراتور او را متقاعد کرد تا دست از کارهای نادرستش بکشد سپس امپراتور گنگ مین او را به عنوان معلم فرزندش برگزید و تصمیم به پیروی از جونگ دو جون گرفت اما با توطئه‌ای که در دربار رخ داد امپراتور کشته شد و پس از او پسر خردسالش به حکومت رسید که بازیچه درباریان به ویژه لی ایم این شد. او امتحانات را در زمان امپراتور گنگ مین گذراند. جونگ دو جون در زمان امپراتور یو مدت ده سال را به دلیل مخالفت با موافقان یوان و عدم استقبال از نمایندگان یوان به وسیله لی ایم این در تبعید به سر برد. جونگ دو جون به یک روستا تبعید شد تا دوران تبعیدش را در آنجا سپری کند. با حمله دزدان دریایی ژاپنی به کره محل تبعید وی نیز مورد هجوم قرار گرفت. سپس وی مدتی را سرگردان شد تا این‌که جونگ مونگ جو را ملاقات کرد سپس وی خواهان پایان تبعید جونگ دو جون شد که مورد موافقت قرار گرفت به شرط این‌که به پایتخت وارد نشود که این محدودیت پس از مدتی از میان رفت. خانوادهٔ وی در طول تبعیدش دچار فقر شد و در طی این مدت جونگ مونگ جو به خانوادهٔ او کمک می‌کرد. بعد از اینکه وی شاهد درد و رنج مردم شد تصمیم به یک دگرگونی عظیم در کره گرفت. جونگ دو جون در طول تبعید به این نتیجه رسید که باید سلسله گوریو از بین برود و برای یافتن شخص مناسبی برای منصب امپراتوری به تحقیق پرداخت تا این که با یی سانگ گی جنگجوی بزرگ دون بوک نیونگ متحد شد و او را برای مقام امپراتوری شایسته دانست. بعد از عقب‌نشینی ارتش از وی هوا دو، سامبونگ به دنبال اصلاحات اراضی رفت.

## رابطه با یی سونگ گی
این دو برای اولین بار در سال ۱۳۸۳ در قرار گاه یی سانگ گی در منطقهٔ هامگیونگ باهم ملاقات کردند. سامبونگ، یی سانگ یی را که یک فرد درستکار بود به حکومت رساند. زمانی که یی سانگ گی امپراتور شد او را به‌طور همزمان به بالاترین مقام نظامی و غیرنظامی منصوب کرد. با توجه به امور نظامی دیپلماسی و آموزش وی سیستم سیاسی و مالیاتی سلسله چوسان را وضع کرد. کنفسیوس‌گرایی را دین رسمی اعلام کرد. پایتخت را از گائسونگ به هانیانگ تغییر داد و سیستم سیاسی کشور را از فدرالیسم به بوروکراسی عالی مرکزی تغییر داد. او قانون اساسی چوسان را وضع کرد. قوانین مالکیت زمین را تغییر داد. پایتخت چوسان هانیانگ را ساخت و مناطق و قصرهای آن را نام گذاری کرد. برای رفاه و آسایش مردم تلاش زیادی کرد. ارتش‌های خصوصی شاهزادگان را منحل کرد که این کار او باعث خشم شاهزادگان به خصوص یی بانگ ون شد.

## اختلاف با یی بانگ ون
جونگ دو جون در روزهای پایانی سلسله گوریو به دلیل اختلاف در مورد آیندهٔ کشور و به تخت نشاندن یی سانگ یی با جونگ مونگ جو و یی سیک برخوردهایی داشت و سپس توسط جونگ مونگ جو به دادگاه فراخوانده شد و به مرگ محکوم شد اما یی بانگ ون با کشتن جونگ مونگ جو مانع از اعدام وی گردید. سپس یی بانگ ون با کمک حامیان یی سانگ گی توانست امپراتور گنگ یانگ را از سلطنت خلع کرده و یی سانگ گی را به امپراتوری برسانند. بعد از تأسیس سلسله چوسان بر سر انتخاب ولیعهد اختلاف به وجود آمد. انتظار می‌رفت که یی بانگ ون که کمک‌های شایانی به پدرش در رسیدن به سلطنت کرده بود به عنوان ولیعهد انتخاب شود اما جونگ دو جون پادشاه را متقاعد کرد تا پسر کوچکترش یی بانگ سوک که برادر ناتنی یی بانگ وون بود را به ولیعهدی منصوب کند. منازعه آن‌ها زمانی شدت گرفت که سامبونگ می‌خواست کشور توسط وزرا اداره و پادشاه قدرتی نمادین داشته باشد، اما یی بانگ ون می‌خواست که کشور به صورت پادشاهی مطلقه اداره شود. بعد از مرگ ملکه سیندوک در سال ۱۳۹۸ در حالی که پادشاه تائجو برای وی سوگوار بود در بستر بیماری افتاد. جونگ دو جون در مدت زمانی که امپراتور تائجو در بستر بیماری بود قدرت را در دست گرفت. سامبونگ قصد کشتن یی بانگ ون را داشت و برای این کار او را به قصر فراخواند اما در لحظه آخر به دلیل وفاداری به امپراتور تائجو از این کار منصرف شد. پس از آن یی بانگ به قصر حمله کرد.

## مرگ
زمانی که سامبونگ برای حمله به یودونگ آماده می‌شد در ۶ اکتبر ۱۳۹۸ و در طی حملهٔ یی بانگ ون به قصر، سامبونگ همراه با حامیانش و دو پسر ملکه سیندوک کشته شد. زمانی که او کشته شد ۵۷ سال سن داشت. پادشاه تائجو از مقامش استعفا داد و از یی بانگ وون عصبانی شد. همچنین دو پسر از سه پسر جونگ دو جون در طی کودتا کشته شدند و تنها یکی از پسرانش زنده ماند. جسد جونگ دو جون را در جایی نامعلوم رها کردند تا یاد وی از خاطر مردم کره محو شود. یی بانگ ون بر تمام کارهای سامبونگ سرپوش گذاشت اما تعدادی از خدمات وی مانند انحلال ارتش‌های خصوصی را پذیرفت. سپس او سامبونگ را که نقش مهمی در تاسیس چوسان داشت را خیانتکار نامید. تا مدت‌ها به دلیل تبلیغات یی بانگ ون از او به بدی یاد می‌کردند تا این‌که چند قرن بعد مرگش و توسط امپراتور گوجونگ نام نیکش را به او بازگرداندند.

## تفکرات جونگ دو جون
در اواخر قرن چهاردهم سلسله گوریو روبه افول بود و از سیستم فاسد رهبانیت بودایی رنج می‌برد؛ دیرهای بودایی از پرداخت مالیات معاف بودند و رهبران بودایی از ثروت و قدرت و نفوذ بالایی در دربار گوریو برخوردار بودند. جونگ دو جون در چندین رساله به انتقاد از بوداییت پرداخته که در آخرین رساله وی به نام آرایه ای از اعتقادات علیه بوداییت که خلاصه ای از انتقادات علیه بوداییت است. جونگ دو جون کتاب‌های بسیاری نوشت. وی معتقد بود که رفتار بوداییان ضد اجتماعی بوده و مانع رویارویی شخص با جهان واقعی می‌شود. همچنین اعتقاد داشت آموزهای بوداییت انسان را به پوچ گرایی می‌کشاند.
جونگ دو جون معتقد بود دولت به ویژه پادشاه فقط به خاطر مردم وجود دارند و مشروعیت آنها وابسته به خدمات سخاوتمندانه عمومی می‌باشد. به همین دلیل بود که وی براندازی سلسله گوریو را قانونی می‌دانست زیرا پادشاهان این سلسله مشروعیت خود را از دست داده بودند.
جونگ دو جون با اینکه در خانواده ای فقیر متولد شد اما توانست فرد بزرگی شود و درس صداقت را به دیگران تعلیم داد. جونگ دو جون سختی‌های زیادی را تحمل کرد تا بتواند یک دگرگونی عظیم که بر مبنای خواسته‌ها و رفاه مردم باشد به وجود بیاورد.
جونگ دو جون جامعه را به سه دسته تقسیم کرده بود که گروه اول جامعه بزرگی از کشاورزان و صنعتگران را شامل می‌شد این گروه در رده پایین اجتماعی قرار می‌گرفتند. دانشمندان در رده متوسط اجتماعی بودند و پس از آنها مأموران دولتی بودند که از رتبه بالای اجتماعی برخوردار بودند. وی هر کسی که خارج از این سیستم بود را خطری بالقوه برای بافت جامعه تلقی می‌کرد مانند راهبان بودایی و شامان‌ها (متصدیان مذهب شمنی).